# Hard lood

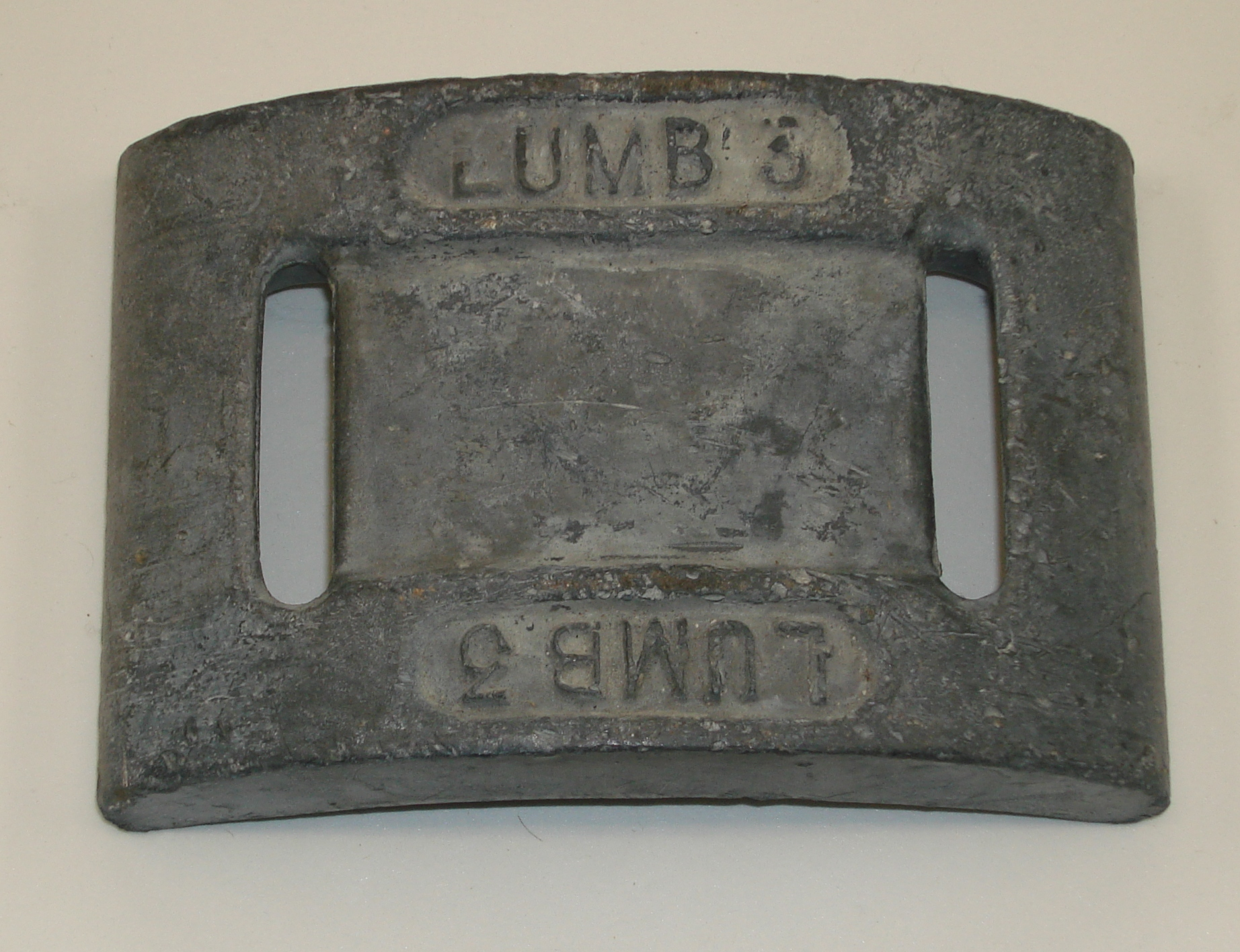
Hard lood

Hard lood zijn volle blokken lood, voorzien van uitsparingen om een band door te weven. Van hard lood wordt op die manier een loodgordel gemaakt om mee te kunnen duiken.  Verschillende gewichten hard lood zijn bruikbaar. 
Door zijn constructie is hard lood niet geschikt om snel aanpassingen mee te doen.